# Hořeček drsný Sturmův
Hořeček drsný Sturmův (Gentianella obtusifolia subsp. sturmiana) je dvouletá bylina dorůstající velikosti 10 až 35 centimetrů. V Česku se jedná o chráněnou bylinu, jelikož se vyskytuje na území státu jen na několika místech a v čeledi hořcovitých je to jeden z nejohroženějších druhů spadající do kategorie kriticky ohrožený druh. Největší populace se nachází v jižních Čechách v přírodní rezervaci Kocelovické pastviny, kde se k roku 2005 nacházelo okolo 3000 jedinců této byliny.
Hořeček drsný Sturmův kvete mezi červencem až říjnem s optimální dobou pro pozorování květu v začátku září. Květy vyrůstají ve velkém množství a mají fialovou barvu.